# USS Meredith (DD-726)
O USS Meredith (DD 726) foi um contratorpedeiro norte-americano que serviu durante a Segunda Guerra Mundial.

## Comandantes
| Comandante           | Data                                     |
| -------------------- | ---------------------------------------- |
| Cdr. George Knuepfer | 14 de Março de 1944 - 9 de Junho de 1944 |

## História
O contratorpedeiro atuou como escolta a um comboio Aliado que atravessou o Atlântico Norte em maio de 1944, aportando em Plymouth na Inglaterra no dia 27 de maio.
Entre 5 e 6 de junho, serviu como escolta para os navios que participaram da operação de invasão da Normandia. O navio deu apoio de fogo às forças de desembarque na Utah Beach nome em código de uma das cinco áreas de desembarque do Dia D que marcou o início da invasão e retomada da Europa pelas Forças Aliadas na Segunda Guerra Mundial. O navio foi seriamente danificado quando atingido por uma mina naval perdendo no incidente sete tripulantes mortos mais 50 feridos e desaparecidos. Foi rebocado para a Baie de la Seine na costa noroeste da França. No dia 9 de junho após ser atacado por uma aeronave alemã o navio partiu ao meio e naufragou. Os 163 sobreviventes foram resgatados pelo também contratorpedeiro USS Bates (DE-68), em todos os ataques o navio perdeu 35 homens.
Em agosto de 1960, o casco afundado do USS Meredith foi vendida para St. Francaise de Recherches da França para em seguida ser desmantelado.
O Meredith recebeu uma estrela batalha por serviços prestados na Segunda Guerra.